# Vitry-lès-Nogent
Vitry-lès-Nogent är en kommun i departementet Haute-Marne i regionen Grand Est (tidigare regionen Champagne-Ardenne) i nordöstra Frankrike. Kommunen ligger i kantonen Nogent som tillhör arrondissementet Chaumont. År 2022 hade Vitry-lès-Nogent 217 invånare.

## Befolkningsutveckling
Antalet invånare i kommunen Vitry-lès-Nogent
| Referens: INSEE |